# Shipra
Der Shipra oder Kshipra (Hindi: क्षिप्रा नदी) ist ein ca. 196 km langer Fluss in Indien. Er gilt als „heiliger Fluss“.

## Verlauf
Der Shipra-River entspringt als Saraswati-River in den nördlichen Ausläufern des Vindhyagebirges im Distrikt Dhar im Bundesstaat Madhya Pradesh; anschließend fließt er ständig in nördlicher Richtung und entwässert Teile des Malwa-Plateaus. Er fließt durch die Stadt Indore, wo der Kanh, sein größter Nebenfluss, einmündet. Etwa auf halbem Weg liegt die heilige Stadt Ujjain, wo der Fluss zu einem kleinen künstlichen See aufgestaut ist. Anschließend fließt er weiter nordwärts, bildet auf seinen letzten Kilometern die Grenze zu Rajasthan und mündet in den Chambal.

## Einzugsgebiet und Durchflussmenge
Zum Einflussgebiet des Shipra sind keine Angaben verfügbar. Seine Durchflussmenge ist nur in den sommerlichen Monsunmonaten bedeutend; ansonsten fällt er den größten Teil des Jahres trocken und wird seit 2005 über eine Pipeline vom Narmada-Fluss mit ausreichend Wasser versorgt. 

## Mythologie
In der indischen Mythologie gilt der Shipra als heiliger Fluss. Er soll aus der Schädelkalotte Brahmas, die von Shiva als Almosenschale genutzt wurde, entsprungen sein als Shiva mit seinem Dreizack (trishula) die Finger Vishnus abgetrennt hatte und das Blut in den Schädel floss. Die Stadt Ujjain zählt zu den bedeutendsten Pilgerorten Indiens.